# Le Fresne-sur-Loire
Le Fresne-sur-Loire korábbi község Franciaország Loire mente régiójában, Maine-et-Loire megyében. 2016. január 1-jén Ingrandes községgel egyesült és Ingrandes-le-Fresne-sur-Loire új község része lett.
Lakosainak száma 894 fő (2018. január 1.). Le Fresne-sur-Loire Ingrandes, Le Mesnil-en-Vallée, Saint-Sigismond, La Chapelle-Saint-Sauveur és Montrelais községekkel határos.

## Népesség
A település népességének változása:
| Lakosok száma | 632  | 785  | 804  | 794  | 734  | 700  | 973  | 977  | 887  | 894  |
|               | 1962 | 1968 | 1975 | 1982 | 1990 | 1999 | 2008 | 2013 | 2017 | 2018 |